# Ármaiti
Ármaiti „Zbožnost, Oddanost“ je jedna ze zarathuštrických Ameša Spentů, skupiny šesti božských bytostí vedených Ahura Mazdou. Je stvořitelkou země a zemí samou, poté co na ní spadlo semeno prvního člověka člověka Gajómarta dala vzniknout prvnímu lidskému páru Mašja a Mašjánag. Výraz ármaiti je běžným avestánským femininem ve významu „zbožnost, oddanost, věrnost“ a má svůj protějšek v jménu védské bohyně Aramati, o které však nemáme žádné bližší informace. Toto jméno je především v mladší avestánštině  doprovázeno přívlastkem Spenta „Blahodárná“, v střední perštině je nazývána Spandármad, novopersky Isfandármad.
Podle Jaana Puhvela je Ármati dědičkou avestánské bohyně vod *Harahvatí, odpovídající védské Sarasvatí. Poté, co byl přijat zarathuštrismus přijat Peršany obě tyto postavy splynuly s příbuznou bohyní *Anáhiti a dali vzniknout významné bohyni zvané avestánsky Ardví Súrá Anáhitá. Podle Puhvela všechny tyto bohyně představují indoevropskou bohyni země vládnoucí v rámci trojfunkční hypotézy třetí funkci, tedy plodnosti a zemědělství.